# Барнов
Барнов (словац. Barnov) — річка в Словаччині, ліва притока Цірохи, протікає в округах Бардіїв  і Снина.
Довжина — 8.7 км. Витік знаходиться в масиві Вигорлат — на висоті 785 метрів. Протікає територією  сіл Земплінські Гамри і Бела-над-Цірохоу та Валашковці.
Впадає у  Ціроху на висоті 199.5 метра.